# 엔도 미나리
엔도 미나리(일본어: 遠藤 海成, 3월 8일 ~ )는 일본의 만화가, 삽화가이다. 와카야마현 출신이다.

## 개요
1996년, 제 3회 에닉스 21세기 만화 대상에서 《화월야홍상》으로 장려상을 받았다. 그 해 《월간 G 판타지》 9월호에서 《악마의 올바른 쓰는 방법》으로 데뷔하였으며, 1999년 첫 연재 작품 《파천왕유희》를 연재하기 시작했다.
현재 《파천왕유희》외에 《월간 코믹 얼라이브》에서 《마리아†홀릭》을 연재하고 있다.